# Plastic Letters
Plastic Letters (с англ. — «Поддельные письма») — второй студийный альбом американской группы Blondie, выпущен в 1978 году на Chrysalis Records.

## Об альбоме
Это второй и последний альбом Blondie, который продюсировал Ричард Готтерер. Песня «Denis» (кавер-версия хита 1963 года группы Randy & the Rainbows) стала хитом по всей Европе, достигнув #2 в марте 1978 года в Великобритании, также песня была популярна в Австралии, где достигла #19. «(I’m Always Touched by Your) Presence, Dear» стала другим синглом с альбома и достигла #10 в Великобритании в мае 1978 года. Песня была написана Гари Валентайном незадолго до того, как он покинул группу для занятия сольной карьерой. В группе его заменил Найджел Харрисон. Песня «Kidnapper» выходила синглом в Японии. Сама пластинка в целом смогла подняться на 10-е место в Соединённом королевстве и получила платиновую сертификацию по версии BPI. Розовое платье в котором Дебби Харри позирует для обложки было создано Аней Филлипс.
Plastic Letters был подвергнут ремастерингу и переиздан дважды. Первый раз на Chrysalis Records в 1994 году с двумя бонус-треками и второй раз в 2001 году на EMI-Capitol с четырьмя бонус-треками. Среди которых была песня «Once I Had Love» («The Disco Song»), которая представляет собой раннюю версию их хита «Heart of Glass».

## Список композиций
| №  | Название                                      | Автор(ы)                | Длительность |
| -- | --------------------------------------------- | ----------------------- | ------------ |
| 1. | «Fan Mail»                                    | Джимми Дестри           | 2:35         |
| 2. | «Denis»                                       | Нил Левинсон            | 2:15         |
| 3. | «Bermuda Triangle Blues (Flight 45)»          | Крис Стейн              | 2:45         |
| 4. | «Youth Nabbed as Sniper»                      | Крис Стейн              | 2:56         |
| 5. | «Contact in Red Square»                       | Джимми Дестри           | 1:56         |
| 6. | «(I’m Always Touched by Your) Presence, Dear» | Гари Валентайн          | 2:40         |
| 7. | «I’m on E»                                    | Дебби Харри, Крис Стейн | 2:12         |

| №   | Название                            | Автор(ы)                   | Длительность |
| --- | ----------------------------------- | -------------------------- | ------------ |
| 8.  | «I Didn’t Have the Nerve to Say No» | Дебби Харри, Джимми Дестри | 2:50         |
| 9.  | «Love at the Pier»                  | Дебби Харри                | 2:24         |
| 10. | «No Imagination»                    | Джимми Дестри              | 2:54         |
| 11. | «Kidnapper»                         | Джимми Дестри              | 2:34         |
| 12. | «Detroit 442»                       | Джимми Дестри, Крис Стейн  | 2:24         |
| 13. | «Cautious Lip»                      | Ронни Тост, Крис Стейн     | 4:21         |

| №   | Название                                                                              | Автор(ы)      | Длительность |
| --- | ------------------------------------------------------------------------------------- | ------------- | ------------ |
| 14. | «Poets Problem» (вторая сторона сингла «(I’m Always Touched by Your) Presence, Dear») | Джимми Дестри | 2:20         |
| 15. | «Denis» (Alternative Version)                                                         | Нил Левинсон  | 2:22         |

| №   | Название                                                                                                | Автор(ы)                  | Длительность |
| --- | --- | ------------------------- | ------------ |
| 14. | «Once I Had Love» («The Disco Song») (1975 Version)                                                     | Дебби Харри, Крис Стейн   | 3:58         |
| 15. | «Scenery» (должна была войти в альбом Blondie)                                                          | Гари Валентайн            | 3:10         |
| 16. | «Poets Problem» (вторая сторона сингла «(I’m Always Touched by Your) Presence, Dear»)                   | Джимми Дестри             | 2:20         |
| 17. | «Detroit 442 (Live)» (запись концертного выступления 6 ноября 1978 года в Walnut Theatre в Филадельфии) | Джимми Дестри, Крис Стейн | 2:33         |

## Участники записи
Blondie:
- Дебора Харри — вокал
- Крис Стейн — гитара, бас-гитара, вибрафон, EBow на «Youth Nabbed as Sniper»
- Джимми Дестри[англ.] — фортепиано, синтезатор, орган, бэк-вокал
- Клем Бёрк — ударные, бэк-вокал

Приглашённые музыканты:
- Фрэнк Инфанте[англ.] — бас-гитара, ритм-гитара
- Дэйл Пауэр — бэк-вокал на «Kidnapper»

Технический персонал:
- Ричард Готтерер[англ.] — продюсер
- Роб Фриман — звукорежиссёр
- Грег Колби[англ.] — мастеринг
- Филлип Диксон — фотограф
- Кевин Флаэрти — продюсер переиздания 2001 года

## Позиции в хит-парадах и коммерческие показатели
Еженедельные чарты:
| Хит-парад (1978—1979)                      | Высшая позиция | Пребывание в чарте |
| ------------------------------------------ | -------------- | ------------------ |
| Австралия (Kent Music Report)              | 64             | нет данных         |
| Великобритания (UK Albums Chart)           | 10             | 54 недели          |
| Нидерланды (Nationale Hitparade LP Top 20) | 2              | 21 неделя          |
| Новая Зеландия (New Zealand Albums Chart)  | 38             | 4 недели           |
| США (Billboard’s Top LPs & Tape)           | 72             | 17 недель          |
| Швеция (Topplistan)                        | 33             | 4 недели           |

| Год  | Хит-парад                | Позиция |
| ---- | ------------------------ | ------- |
| 1978 | Великобритания (OCC)     | 34      |
| 1978 | Нидерланды (Buma/Stemra) | 18      |

| Регион                                                      | Сертификация | Продажи  |
| ----------------------------------------------------------- | ------------ | -------- |
| Нидерланды (NVPI)                                           | Золотой      | 50 000^  |
| Великобритания (BPI)                                        | Платиновый   | 300 000^ |
| ^ Данные о тиражах приведены только на основе сертификации. |              |          |